# 252470 Puigmarti
252470 Puigmarti è un asteroide della fascia principale. Scoperto nel 2001, presenta un'orbita caratterizzata da un semiasse maggiore pari a 2,6700833 UA e da un'eccentricità di 0,2131675, inclinata di 10,58326° rispetto all'eclittica.